# Luigi Lucheni
Luigi Lucheni (Pariz, 22. travnja 1873. – Ženeva, 19. listopada 1910.) bio je talijanski anarhist i ubojica.
Dana 10. rujna 1898. godine, talijanski anarhist Luigi Lucheni izveo je u Ženevi atentat na caricu Elizabetu koja je bila u šetnji sa svojom pratnjom, zarivši joj u prolazu oštru tanku turpijicu ravno u srce. Nesretna carica srušila se od posljedica uboda nakon nekoliko koraka. Počinitelj ovog besmislenog atentata, jer se Elizabeta nikada nije bavila politikom, osuđen je na doživotnu tamnicu. 
Luigi Lucheni je u zatvoru u Ženevi započeo pisati autobiografiju. Uprava zatvora mu je oduzela napisani tekst 1910. godine i to je bio razlog zašto je napravio samoubojstvo, vješajući se u zatvorskoj ćeliji. 